# 1985년 대한민국의 영화 목록
다음은 1985년에 개봉됐던 대한민국의 영화 목록이다.

## 목록
- J에게
- W의 비극
- 고래사냥2
- 고추밭에 양배추
- 그 어둠에 사랑이
- 그것은 밤에 이뤄졌다
- 그대 있어야 할 자리에
- 그때 죽어도 좋았다
- 길고 깊은 입맞춤
- 깊고 깊은 그 곳에
- 깊고 푸른 밤
- 깊은 숲속 옹달샘
- 꾸러기 발명왕
- 난 이렇게 산다우
- 내사랑 짱구
- 달빛 멜로디
- 대학별곡
- 도시에서 우는 매미
- 독고탁 다시 찾은 마운드
- 돌아이
- 땡볕
- 로버트군단과 메카3
- 로보트왕 썬샤크
- 마검야도
- 마이크로특공대 다이야 트론 5
- 먹다버린 능금
- 목없는 여살인마
- 무인
- 무적철인 람보트
- 물목
- 미녀공동묘지
- 미스 김
- 바람난 도시
- 반노2
- 밤마다 천국
- 밤을 먹고 사는 여인
- 밤을 벗기는 독장미
- 밤의 열기속으로
- 부나비는 황혼이 슬프다
- 불의 회상
- 비디오 레인저 007
- 비천괴수
- 빨간 앵두 2
- 뼈와 살이 타는 밤
- 사랑하는 사람아 3부
- 사슴사냥
- 산딸기 2
- 색깔있는 남자
- 서울에서 마지막 탱고
- 손오공 홍해아 대전
- 아가다
- 아가씨와 사관
- 안녕 도오쿄
- 애마부인 3
- 야망과 도전
- 양귀비
- 어미
- 어우동
- 여신의 늪
- 여자 정신대
- 여자, 여자
- 여자는 한번 승부한다
- 여자의 반란
- 여자의 성
- 열아홉살 쌩머리
- 오싱
- 요색유희
- 용호쌍권
- 월하의 사미인곡
- 육식동물
- 이방인
- 이별없는 아침
- 인간시장2 불타는 욕망
- 자녀목
- 작년에 왔던 각설이
- 장남
- 장사의 꿈
- 졸업여행
- 차이나타운
- 창밖에 잠수교가 보인다
- 철부지
- 추억의 빛
- 춤추는 청춘 대학
- 피조개 뭍에 오르다
- 홍도경
- 화녀촌
- 훔친 사과가 맛이 있다
- 흑삼귀

## 참고 자료
- KOFIC 영화데이터베이스